# Котелянка (Житомирская область)
Котелянка (укр. Котелянка) — село на Украине, основано в 1601 году, находится в Ружинском районе Житомирской области.
Код КОАТУУ — 1825280403. Население по переписи 2001 года составляет 129 человек. Почтовый индекс — 13642. Телефонный код — 4138. Занимает площадь 0,389 км².

## Адрес местного совета
13642, Житомирская область, Ружинский р-н, с. Белиливка, ул. Октябрьская, 1